# Diawandou Diagne
Diawandou Diagne Niang (ur. 8 listopada 1994 w Thiès) – piłkarz senegalski grający na pozycji prawego obrońcy.

## Kariera klubowa
Swoją karierę piłkarską Diagne rozpoczynał w akademii piłkarskiej o nazwie ASPIRE Academy. W 2012 roku został zawodnikiem belgijskiego klubu KAS Eupen, grającego w drugiej lidze. W barwach Eupen zadebiutował 23 sierpnia 2012 w wygranym 1:0 domowym meczu z KFC Dessel Sport. Od czasu debiutu był podstawowym zawodnikiem Eupen, w którym występował przez dwa sezony.
Latem 2014 roku Diagne został zawodnikiem zespołu rezerw Barcelony. W 2015 wrócił do KAS Eupen. W latach 2019–2020 grał w indyjskim klubie Odisha FC.
| Sezon   | Klub           | Kraj      | Rozgrywki           | Mecze | Bramki |
| ------- | -------------- | --------- | ------------------- | ----- | ------ |
| 2012/13 | KAS Eupen      | Belgia    | Tweede klasse       | 32    | 0      |
| 2013/14 | KAS Eupen      | Belgia    | Tweede klasse       | 28    | 0      |
| 2014/15 | FC Barcelona B | Hiszpania | Segunda División    | 27    | 0      |
| 2015/16 | KAS Eupen      | Belgia    | Tweede klasse       | 16    | 1      |
| 2016/17 | KAS Eupen      | Belgia    | Eerste klasse A     | 38    | 0      |
| 2017/18 | KAS Eupen      | Belgia    | Eerste klasse A     | 26    | 1      |
| 2018/19 | KAS Eupen      | Belgia    | Eerste klasse A     | 2     | 0      |
| 2019/20 | Odisha FC      | Indie     | Indian Super League | 10    | 0      |

## Kariera reprezentacyjna
W reprezentacji Senegalu Diagne zadebiutował 31 maja 2014 roku w zremisowanym 2:2 towarzyskim meczu z Kolumbią, rozegranym w Buenos Aires.